# Lista de pinturas de Franz Xaver Winterhalter

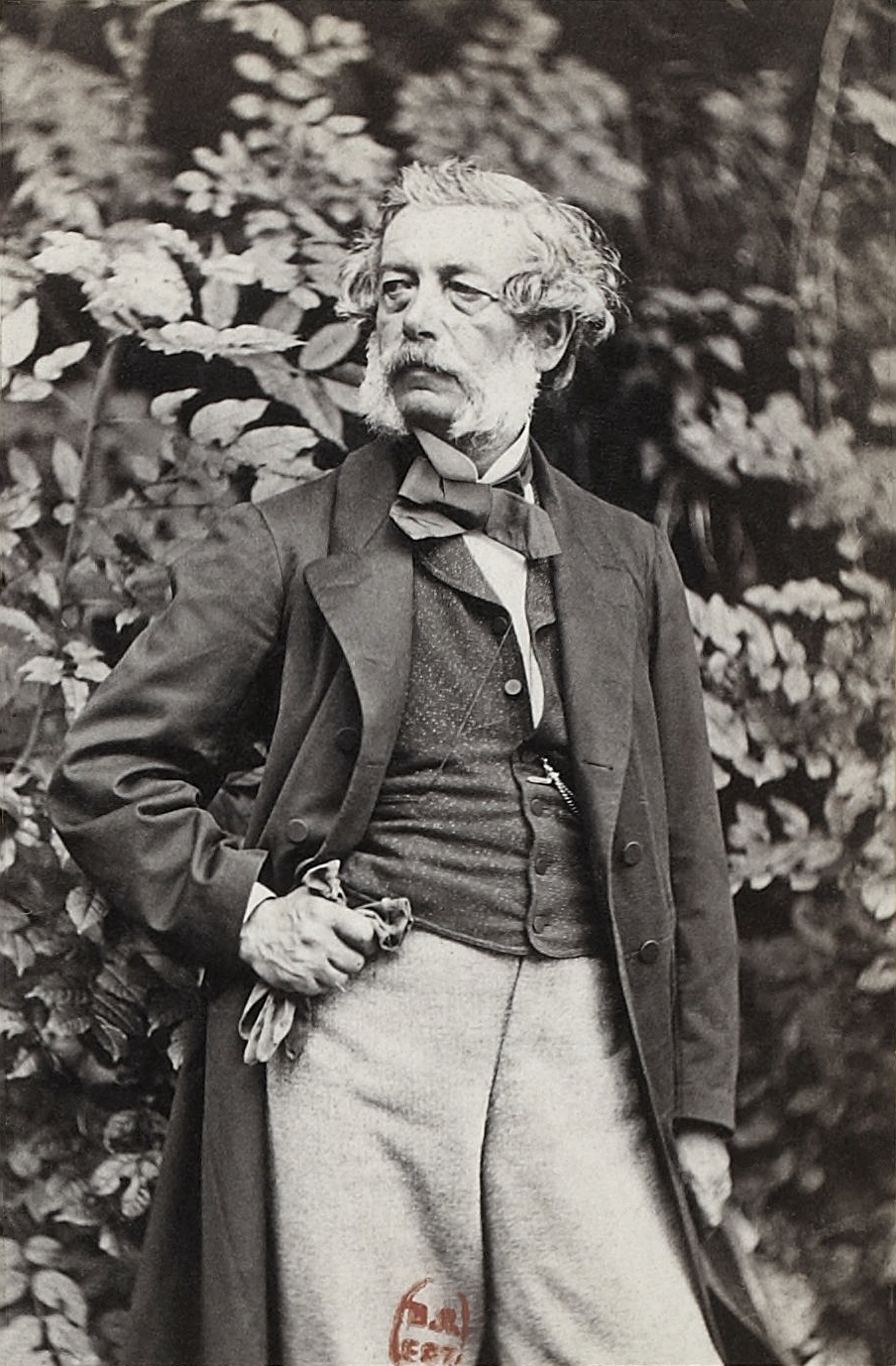
Franz Xaver Winterhalter (1805-1873).

Esta é uma lista de pinturas de Franz Xaver Winterhalter.
Winterhalter foi um artista da Alemanha muito conhecido durante o século XIX por seus retratos da realeza europeia. Sua produção está espalhada em instituições em vários países do mundo; o museu Le Petit Salon - Winterhalter em Menzenschwand, homenageia os irmãos pintores Franz Xaver (1805 – 1873) e Hermann Winterhalter (1808 – 1891).
Suas pinturas fazem parte do acervo dos maiores museus da Europa e dos Estados Unidos.
Não identificado com o estilo neoclássico-romântica de meados do século XIX adotado pelos pintores da época, seu estilo é caracterizado como neo-rococó.
Seus quadros transmitem uma atmosfera de intimidade, revelando uma captação do espírito da nobreza da época, seu hedonismo, seu luxo e também sua alegria. 
| Imagem | Título | Data                 | Coleção | Localização                                                                              | Gênero                                    | Descrito em |
| ------ | --- | -------------------- | --- | ---------------------------------------------------------------------------------------- | ----------------------------------------- | --- |
|        | Mélanie de Pourtalès | 1857                 | No/unknown value |                                                                                          | retrato                                   | O identificador "Q64067210" é desconhecido pelo sistema. Utilize um identificador de entidade válido, por favor.  |
|        | Porträt der Gräfin Schwarzenberg                                                                                              |                      | |                                                                                          |                                           | O identificador "Q81206698" é desconhecido pelo sistema. Utilize um identificador de entidade válido, por favor.  |
|        | Il dolce farniente | 1837                 | No/unknown value |                                                                                          |                                           | O identificador "Q117774126" é desconhecido pelo sistema. Utilize um identificador de entidade válido, por favor. |
|        | Portrait officiel de Napoléon III, Portrait officiel de l'impératrice Eugénie                                                 |                      | | Château de la Pommerie                                                                   |                                           | O identificador "Q117844018" é desconhecido pelo sistema. Utilize um identificador de entidade válido, por favor. |
|        | Queen Victoria (1819–1901) |                      | |                                                                                          | retrato                                   | O identificador "Q119063280" é desconhecido pelo sistema. Utilize um identificador de entidade válido, por favor. |
|        | Major General Sir John Douglas                                                                                                |                      | |                                                                                          |                                           | O identificador "Q119827527" é desconhecido pelo sistema. Utilize um identificador de entidade válido, por favor. |
|        | Queen Victoria (1819–1901) |                      | |                                                                                          | retrato                                   | O identificador "Q119943231" é desconhecido pelo sistema. Utilize um identificador de entidade válido, por favor. |
|        | Porträt der Anna Dollfus, Baronness de Bourgoing                                                                              | 1855                 | |                                                                                          |                                           | O identificador "Q123201354" é desconhecido pelo sistema. Utilize um identificador de entidade válido, por favor. |
|        | Princess Amalie of Saxe-Coburg and Gotha (1848-1894)                                                                          | 1855                 | |                                                                                          |                                           | O identificador "Q123201370" é desconhecido pelo sistema. Utilize um identificador de entidade válido, por favor. |
|        | A Storm is coming | 1834                 | |                                                                                          |                                           | O identificador "Q124049624" é desconhecido pelo sistema. Utilize um identificador de entidade válido, por favor. |
|        | Édouard André (1833-1894). | 1857                 | |                                                                                          |                                           | O identificador "Q125623360" é desconhecido pelo sistema. Utilize um identificador de entidade válido, por favor. |
|        | Anne, Comtesse de Plaisance (1815-1878), later Duchesse de Plaisance, née Mlle Bertier de Wagram                              | 1838                 | No/unknown value | No/unknown value                                                                         | retrato                                   | O identificador "Q126094015" é desconhecido pelo sistema. Utilize um identificador de entidade válido, por favor. |
|        | Princess Augusta of Saxe-Weimar-Eisenach, later Queen of Prussia and German Empress                                           | 1853                 | |                                                                                          | retrato                                   | O identificador "Q127834490" é desconhecido pelo sistema. Utilize um identificador de entidade válido, por favor. |
|        | Augusta, Princess of Prussia                                                                                                  | 1846                 | |                                                                                          |                                           | O identificador "Q130745170" é desconhecido pelo sistema. Utilize um identificador de entidade válido, por favor. |
|        | Augusta von Preussen | 1861                 | |                                                                                          |                                           | O identificador "Q130758524" é desconhecido pelo sistema. Utilize um identificador de entidade válido, por favor. |
|        | Augusta Großherzogin von Mecklenburg-Strelitz (1822-1916, née Princess of Cambridge)                                          | 1846                 | |                                                                                          |                                           | O identificador "Q130759419" é desconhecido pelo sistema. Utilize um identificador de entidade válido, por favor. |
|        | Queen Victoria and Prince Albert in Garter Robes                                                                              |                      | |                                                                                          |                                           | O identificador "Q135855658" é desconhecido pelo sistema. Utilize um identificador de entidade válido, por favor. |
|        | Queen Victoria (1819–1901) |                      | Accrington Town Hall | Accrington Town Hall                                                                     | retrato                                   | O identificador "Q119063666" é desconhecido pelo sistema. Utilize um identificador de entidade válido, por favor. |
|        | Princess Olympiada Vladimirovna Bariatinskaia (1822-1904, née Sablukova)                                                      | 1863                 | Art Museum of Estonia | Art Museum of Estonia                                                                    |                                           | O identificador "Q123222037" é desconhecido pelo sistema. Utilize um identificador de entidade válido, por favor. |
|        | Duchess of Alba (1825-1860)                                                                                                   | 1852                 | Augustiner Museum | Augustiner Museum                                                                        | retrato                                   | O identificador "Q116270383" é desconhecido pelo sistema. Utilize um identificador de entidade válido, por favor. |
|        | The Writer Karl Spindler | 1830                 | Augustiner Museum | Augustiner Museum                                                                        | retrato                                   | O identificador "Q116907902" é desconhecido pelo sistema. Utilize um identificador de entidade válido, por favor. |
|        | Bankier David Seligmann, Freiherr von Eichthal                                                                                | 1834                 | Augustiner Museum | Augustiner Museum                                                                        | retrato                                   | O identificador "Q116908277" é desconhecido pelo sistema. Utilize um identificador de entidade válido, por favor. |
|        | Study of an Italian Girl | 1834                 | Augustiner Museum | Augustiner Museum                                                                        | retrato                                   | O identificador "Q116908384" é desconhecido pelo sistema. Utilize um identificador de entidade válido, por favor. |
|        | Portrait of a Lady in Parkland                                                                                                | século XIX           | Augustiner Museum | Augustiner Museum                                                                        | retrato                                   | O identificador "Q116918880" é desconhecido pelo sistema. Utilize um identificador de entidade válido, por favor. |
|        | Isabella, Queen of Spain | 1852                 | Augustiner Museum | Augustiner Museum                                                                        | retrato                                   | O identificador "Q116926422" é desconhecido pelo sistema. Utilize um identificador de entidade válido, por favor. |
|        | Woman Reading a Letter | 1860                 | Augustiner Museum | Augustiner Museum                                                                        | retrato                                   | O identificador "Q116944538" é desconhecido pelo sistema. Utilize um identificador de entidade válido, por favor. |
|        | Portrait of the margravine Sophie of Baden                                                                                    | 1828                 | Augustiner Museum |                                                                                          |                                           | O identificador "Q126076031" é desconhecido pelo sistema. Utilize um identificador de entidade válido, por favor. |
|        | Harriet Sutherland-Leveson-Gower, Duchess of Sutherland                                                                       | 1849                 | Castelo Dunrobin | Castelo Dunrobin                                                                         | retrato                                   | O identificador "Q101107539" é desconhecido pelo sistema. Utilize um identificador de entidade válido, por favor. |
|        | Portrait of Eliza Franciszka Krasińska née Branicka.                                                                          | 1857                 | Castelo Real de Varsóvia | Castelo Real de Varsóvia                                                                 | retrato                                   | O identificador "Q123203007" é desconhecido pelo sistema. Utilize um identificador de entidade válido, por favor. |
|        | Jean Vatout | 31 de agosto de 1845 | Castelo d'Eu | Castelo d'Eu                                                                             | retrato                                   | O identificador "Q117579281" é desconhecido pelo sistema. Utilize um identificador de entidade válido, por favor. |
|        | Portrait of Leopold I, King of the Belgians                                                                                   | 1843                 | Castelo de Beloeil | Castelo de Beloeil                                                                       | retrato                                   | O identificador "Q123174665" é desconhecido pelo sistema. Utilize um identificador de entidade válido, por favor. |
|        | Portrait of Anna Murat, Duchess of Mouchy                                                                                     | 1862                 | Castelo de Beloeil | Castelo de Beloeil                                                                       | retrato                                   | O identificador "Q123174744" é desconhecido pelo sistema. Utilize um identificador de entidade válido, por favor. |
|        | Imperatriz Eugénie cercada por suas damas de companhia                                                                        | 1855                 | Castelo de Compiègne | Castelo de Compiègne                                                                     | retrato                                   | O identificador "Q3937441" é desconhecido pelo sistema. Utilize um identificador de entidade válido, por favor.   |
|        | Porträt der Gräfin Lise Przezdziecka                                                                                          | 1857                 | Castelo de Compiègne | Castelo de Compiègne                                                                     | retrato                                   | O identificador "Q110369321" é desconhecido pelo sistema. Utilize um identificador de entidade válido, por favor. |
|        | Emperor Napoléon III | 1855                 | Castelo de Compiègne | Castelo de Compiègne                                                                     | retrato                                   | O identificador "Q118198728" é desconhecido pelo sistema. Utilize um identificador de entidade válido, por favor. |
|        | Emperor Napoleon III | 1857                 | Castelo de Compiègne | Castelo de Compiègne                                                                     | retrato                                   | O identificador "Q123339907" é desconhecido pelo sistema. Utilize um identificador de entidade válido, por favor. |
|        | Portrait of the Prince de Wagram and his daughter Malcy Louise Caroline Frederique                                            | 1837                 | Château de Grosbois | Château de Grosbois                                                                      | retrato                                   | O identificador "Q123129388" é desconhecido pelo sistema. Utilize um identificador de entidade válido, por favor. |
|        | Queen Victoria (1819–1901) |                      | Colchester and Ipswich Museums Service |                                                                                          | retrato                                   | O identificador "Q119943213" é desconhecido pelo sistema. Utilize um identificador de entidade válido, por favor. |
|        | Prinzessin Charlotte als Kind mit Rosen in der Hand                                                                           |                      | Coleção Real da Bélgica | Coleção Real da Bélgica                                                                  | retrato                                   | O identificador "Q120687041" é desconhecido pelo sistema. Utilize um identificador de entidade válido, por favor. |
|        | Portrait of King Leopold I in black suit                                                                                      | 1839                 | Coleção Real da Bélgica | Castelo Real de Laeken                                                                   | retrato                                   | O identificador "Q120689219" é desconhecido pelo sistema. Utilize um identificador de entidade válido, por favor. |
|        | Porträt von Prinz Leopold, Herzog von Brabant                                                                                 | 1839                 | Coleção Real da Bélgica | Coleção Real da Bélgica                                                                  | retrato                                   | O identificador "Q120689221" é desconhecido pelo sistema. Utilize um identificador de entidade válido, por favor. |
|        | Portrait of François d'Orleans, prince van Joinville                                                                          |                      | Coleção Real da Bélgica | Coleção Real da Bélgica                                                                  | retrato                                   | O identificador "Q120689223" é desconhecido pelo sistema. Utilize um identificador de entidade válido, por favor. |
|        | Portrait of Queen Marie Henriette                                                                                             | década de 1860       | Coleção Real da Bélgica | Castelo Real de Laeken                                                                   | retrato                                   | O identificador "Q120689224" é desconhecido pelo sistema. Utilize um identificador de entidade válido, por favor. |
|        | Portrait of King Leopold I in uniform                                                                                         | 1840                 | Coleção Real da Bélgica | Palácio Real de Bruxelas                                                                 | retrato                                   | O identificador "Q120689228" é desconhecido pelo sistema. Utilize um identificador de entidade válido, por favor. |
|        | Ganzfiguriges Porträt von König Leopold I in Kürassieruniform mit Dekoration des Hosenbandordens                              | 1846                 | Coleção Real da Bélgica | Castelo Real de Laeken                                                                   | retrato                                   | O identificador "Q120689231" é desconhecido pelo sistema. Utilize um identificador de entidade válido, por favor. |
|        | Princess Charlotte in rose with straw hat                                                                                     |                      | Coleção Real da Bélgica | Coleção Real da Bélgica                                                                  | retrato                                   | O identificador "Q120689407" é desconhecido pelo sistema. Utilize um identificador de entidade válido, por favor. |
|        | Portrait of Prince Philippe, Count of Flanders                                                                                | 1844                 | Coleção Real da Bélgica | Castelo Real de Laeken                                                                   | retrato                                   | O identificador "Q120689409" é desconhecido pelo sistema. Utilize um identificador de entidade válido, por favor. |
|        | Full-length portrait of Princess Charlotte as a child with a black sash                                                       | 1844                 | Coleção Real da Bélgica | Castelo Real de Laeken                                                                   | retrato                                   | O identificador "Q120689410" é desconhecido pelo sistema. Utilize um identificador de entidade válido, por favor. |
|        | Porträt von Prinz Leopold (II) um sein 12. Lebensjahr                                                                         | 1844                 | Coleção Real da Bélgica | Castelo Real de Laeken                                                                   | retrato                                   | O identificador "Q120689411" é desconhecido pelo sistema. Utilize um identificador de entidade válido, por favor. |
|        | Damenbildnis | século XIX           | Coleções Nacionais de Dresden | Galerie Neue Meister                                                                     | retrato                                   | O identificador "Q50327979" é desconhecido pelo sistema. Utilize um identificador de entidade válido, por favor.  |
|        | Graf Jenison-Walworth | 1837                 | Coleções de Pinturas do Estado da Baviera                                                                                                 | Nova Pinacoteca                                                                          | retrato                                   | O identificador "Q29940699" é desconhecido pelo sistema. Utilize um identificador de entidade válido, por favor.  |
|        | Portrait of Emperor Napoleon III (1808-1873) in Coronation Robes                                                              |                      | Collection Charles-André Colonna-Walewski                                                                                                 |                                                                                          | retrato                                   | O identificador "Q117845446" é desconhecido pelo sistema. Utilize um identificador de entidade válido, por favor. |
|        | Princess Catherine Dadiani | 1865                 | Dadiani Palaces Museum | Dadiani Palaces Museum                                                                   | retrato                                   | O identificador "Q130798767" é desconhecido pelo sistema. Utilize um identificador de entidade válido, por favor. |
|        | Portrait of Barbara Dmitrievna Mergassov Rimsky-Korsakova                                                                     | 1864                 | Departamento de Pinturas do Louvre Museu de Orsay                                                                                         | Museu de Orsay                                                                           | retrato                                   | O identificador "Q17494052" é desconhecido pelo sistema. Utilize um identificador de entidade válido, por favor.  |
|        | Louis-Philippe I, King of the French (1773–1850)                                                                              | 1841                 | Departamento de Pinturas do Louvre Museu de História da França                                                                            | Palácio de Versalhes                                                                     | retrato                                   | O identificador "Q29654644" é desconhecido pelo sistema. Utilize um identificador de entidade válido, por favor.  |
|        | Portrait de madame Goldschmidt                                                                                                | 1868 século XIX      | Departamento de Pinturas do Louvre | Louvre storage (depot)                                                                   | retrato                                   | O identificador "Q29654647" é desconhecido pelo sistema. Utilize um identificador de entidade válido, por favor.  |
|        | Portrait of Empress Eugénie                                                                                                   | 1864                 | Departamento de Pinturas do Louvre Castelo de Compiègne Museu Nacional de Malmaison e Bois-Préau                                          | Castelo de Compiègne Museu Nacional de Malmaison e Bois-Préau                            | retrato                                   | O identificador "Q110317094" é desconhecido pelo sistema. Utilize um identificador de entidade válido, por favor. |
|        | Porträt der Gräfin Gramedo | século XIX           | Departamento de Pinturas do Louvre Castelo de Compiègne                                                                                   | Castelo de Compiègne                                                                     | retrato                                   | O identificador "Q115670373" é desconhecido pelo sistema. Utilize um identificador de entidade válido, por favor. |
|        | Empress Eugénie in court dress                                                                                                | 1862                 | Fundación Casa de Alba Palácio de Liria                                                                                                   | Palácio de Liria                                                                         | retrato                                   | O identificador "Q126050750" é desconhecido pelo sistema. Utilize um identificador de entidade válido, por favor. |
|        | Portrait of admiral | 1831                 | Führermuseum Munich Central Collecting Point Musées Nationaux Récupération Departamento de Pinturas do Louvre Brest’s Museum of Fine Arts | Brest’s Museum of Fine Arts Führermuseum Munich Central Collecting Point                 | retrato                                   | O identificador "Q66317305" é desconhecido pelo sistema. Utilize um identificador de entidade válido, por favor.  |
|        | Portrait of a man | 1841                 | Führermuseum Munich Central Collecting Point Kunstbesitz der Bundesrepublik Deutschland                                                   | Führermuseum Munich Central Collecting Point                                             | retrato                                   | O identificador "Q111644926" é desconhecido pelo sistema. Utilize um identificador de entidade válido, por favor. |
|        | Portrait of a lady | 1840                 | Führermuseum Munich Central Collecting Point Kunstbesitz der Bundesrepublik Deutschland                                                   | Führermuseum Munich Central Collecting Point                                             | retrato                                   | O identificador "Q111644927" é desconhecido pelo sistema. Utilize um identificador de entidade válido, por favor. |
|        | Damenporträt in Weiß mit Perlenkette (La Duchesse d´Albe)                                                                     | 1831                 | Führermuseum Munich Central Collecting Point Kunstbesitz der Bundesrepublik Deutschland                                                   | Führermuseum Munich Central Collecting Point                                             |                                           | O identificador "Q111645152" é desconhecido pelo sistema. Utilize um identificador de entidade válido, por favor. |
|        | Gruppe halbbekleideter Frauen am Wasser                                                                                       | 1831                 | Führermuseum Munich Central Collecting Point Kunstbesitz der Bundesrepublik Deutschland                                                   | Führermuseum Munich Central Collecting Point                                             |                                           | O identificador "Q111645503" é desconhecido pelo sistema. Utilize um identificador de entidade válido, por favor. |
|        | Bildnis einer Dame mit Perlen im Haar                                                                                         | 1831 século XIX      | Führermuseum Munich Central Collecting Point Musées Nationaux Récupération Departamento de Pinturas do Louvre                             | Führermuseum Munich Central Collecting Point Louvre storage (depot)                      | retrato                                   | O identificador "Q111645977" é desconhecido pelo sistema. Utilize um identificador de entidade válido, por favor. |
|        | Portrait of an old lady | 1849                 | Führermuseum Munich Central Collecting Point Kunstbesitz der Bundesrepublik Deutschland                                                   | Führermuseum Munich Central Collecting Point                                             | retrato                                   | O identificador "Q111647984" é desconhecido pelo sistema. Utilize um identificador de entidade válido, por favor. |
|        | Weibliches Bildnis mit rosa Schleife am Kleid                                                                                 | 1831                 | Führermuseum | Führermuseum                                                                             |                                           | O identificador "Q111648753" é desconhecido pelo sistema. Utilize um identificador de entidade válido, por favor. |
|        | Bildnis der Marquise de Villers in weißer Balltoilette                                                                        | 1831                 | Führermuseum | Führermuseum                                                                             |                                           | O identificador "Q111649220" é desconhecido pelo sistema. Utilize um identificador de entidade válido, por favor. |
|        | Bildnis der Prinzessin O. Cantacuzine                                                                                         | 1865                 | Führermuseum | Führermuseum                                                                             |                                           | O identificador "Q111649269" é desconhecido pelo sistema. Utilize um identificador de entidade válido, por favor. |
|        | Empress Elisabeth | século XIX           | Galeria Belvedere | Galeria Belvedere                                                                        | retrato                                   | O identificador "Q58373584" é desconhecido pelo sistema. Utilize um identificador de entidade válido, por favor.  |
|        | Queen Victoria, 1819 - 1901. Reigned 1837 - 1901                                                                              | 1840                 | Galerias Nacionais da Escócia | Scottish National Portrait Gallery                                                       | retrato                                   | O identificador "Q27963723" é desconhecido pelo sistema. Utilize um identificador de entidade válido, por favor.  |
|        | Self-portrait of Franz Xaver Winterhalter                                                                                     | 1868                 | Galleria degli Uffizi Corredor Vasari | Corredor Vasari                                                                          | autorretrato                              | O identificador "Q123338940" é desconhecido pelo sistema. Utilize um identificador de entidade válido, por favor. |
|        | Queen Victoria (1819–1901) | século XIX           | Government Art Collection | Fort St. George                                                                          | retrato                                   | O identificador "Q119917952" é desconhecido pelo sistema. Utilize um identificador de entidade válido, por favor. |
|        | Charlotte Stuart, Viscountess Canning                                                                                         | 1849                 | Harewood House | Harewood House                                                                           | retrato                                   | O identificador "Q101001940" é desconhecido pelo sistema. Utilize um identificador de entidade válido, por favor. |
|        | Adelina Patti | década de 1860       | Harewood House | Harewood House                                                                           |                                           | O identificador "Q124250981" é desconhecido pelo sistema. Utilize um identificador de entidade válido, por favor. |
|        | Porträt der Charlotte of Belgium (1840-1927)                                                                                  | 1864                 | Hearst Castle | Hearst Castle                                                                            |                                           | O identificador "Q123222232" é desconhecido pelo sistema. Utilize um identificador de entidade válido, por favor. |
|        | Portrait of Empress Eugénie                                                                                                   | 1857                 | Hillwood Estate, Museum & Gardens | Hillwood Estate, Museum & Gardens                                                        | retrato                                   | O identificador "Q87143158" é desconhecido pelo sistema. Utilize um identificador de entidade válido, por favor.  |
|        | Empress Elisabeth of Austria in Courtly Gala Dress with Diamond Stars                                                         | década de 1860       | Imperial Furniture Museum | Imperial Furniture Museum                                                                | retrato                                   | O identificador "Q112312795" é desconhecido pelo sistema. Utilize um identificador de entidade válido, por favor. |
|        | Portrait of Queen Maria Sophia of Naples                                                                                      | 1860                 | Instituto de Artes de Minneapolis | Instituto de Artes de Minneapolis                                                        | retrato                                   | O identificador "Q20891399" é desconhecido pelo sistema. Utilize um identificador de entidade válido, por favor.  |
|        | Portrait of a Lady | século XIX           | Instituto de Artes de Minneapolis | Instituto de Artes de Minneapolis                                                        | retrato                                   | O identificador "Q20891411" é desconhecido pelo sistema. Utilize um identificador de entidade válido, por favor.  |
|        | Prince Albert (1819–1861) | 1846                 | Lady Lever Art Gallery | Lady Lever Art Gallery                                                                   | retrato                                   | O identificador "Q119069939" é desconhecido pelo sistema. Utilize um identificador de entidade válido, por favor. |
|        | Portrait of Queen Olga von Württemberg                                                                                        | 1856                 | Landesmuseum Württemberg | Landesmuseum Württemberg                                                                 | retrato                                   | O identificador "Q1425236" é desconhecido pelo sistema. Utilize um identificador de entidade válido, por favor.   |
|        | Portrait of the Queen Olga of Württemberg (1822-1892)                                                                         | 1865                 | Landesmuseum Württemberg | Landesmuseum Württemberg                                                                 | retrato                                   | O identificador "Q123244823" é desconhecido pelo sistema. Utilize um identificador de entidade válido, por favor. |
|        | Florinda | 1853                 | Metropolitan Museum of Art | Metropolitan Museum of Art                                                               | retrato de grupo                          | O identificador "Q16965240" é desconhecido pelo sistema. Utilize um identificador de entidade válido, por favor.  |
|        | Portrait of Countess Alexander Nikolaevitch Lamsdorff                                                                         | 1859                 | Metropolitan Museum of Art | Metropolitan Museum of Art                                                               | retrato                                   | O identificador "Q19912746" é desconhecido pelo sistema. Utilize um identificador de entidade válido, por favor.  |
|        | Portrait of Empress Eugénie de Montijo                                                                                        | 1854                 | Metropolitan Museum of Art | Metropolitan Museum of Art                                                               | retrato                                   | O identificador "Q19913083" é desconhecido pelo sistema. Utilize um identificador de entidade válido, por favor.  |
|        | Porträt von Louis-Philippe d'Orléans, Herzog von Chartres, (zukünftiger König Louis-Philippe) in Reichenau                    | século XIX           | Museu Condé | Museu Condé                                                                              | retrato                                   | O identificador "Q64652121" é desconhecido pelo sistema. Utilize um identificador de entidade válido, por favor.  |
|        | Le duc d'Aumale en chef de bataillon du XVIIe léger                                                                           | 1840                 | Museu Condé | Museu Condé                                                                              | retrato                                   | O identificador "Q64652124" é desconhecido pelo sistema. Utilize um identificador de entidade válido, por favor.  |
|        | Portrait of Empress Maria Alexandrovna                                                                                        | 1857                 | Museu Hermitage | Museu Hermitage                                                                          | retrato                                   | O identificador "Q18819093" é desconhecido pelo sistema. Utilize um identificador de entidade válido, por favor.  |
|        | Portrait of Grand Duchess Maria Nikolayevna                                                                                   | 1857                 | Museu Hermitage | Museu Hermitage                                                                          | retrato                                   | O identificador "Q21723106" é desconhecido pelo sistema. Utilize um identificador de entidade válido, por favor.  |
|        | Portrait of Countess Varvara Musina-Pushkina                                                                                  | década de 1850       | Museu Hermitage | Museu Hermitage                                                                          | retrato                                   | O identificador "Q21725357" é desconhecido pelo sistema. Utilize um identificador de entidade válido, por favor.  |
|        | Portrait of Countess Sophia Bobrinskaya                                                                                       | 1857                 | Museu Hermitage | Museu Hermitage                                                                          | retrato                                   | O identificador "Q21725360" é desconhecido pelo sistema. Utilize um identificador de entidade válido, por favor.  |
|        | Portrait of Count Alexei Bobrinsky                                                                                            | 1844                 | Museu Hermitage | Museu Hermitage                                                                          | retrato                                   | O identificador "Q21729539" é desconhecido pelo sistema. Utilize um identificador de entidade válido, por favor.  |
|        | Portrait of Princess Tatyana Yusupova                                                                                         | 1858                 | Museu Hermitage | Museu Hermitage                                                                          | retrato                                   | O identificador "Q21729615" é desconhecido pelo sistema. Utilize um identificador de entidade válido, por favor.  |
|        | Portrait of Princess Tatyana Alexandrovna Yusupova                                                                            | 1858                 | Museu Hermitage | Museu Hermitage                                                                          | retrato                                   | O identificador "Q21729805" é desconhecido pelo sistema. Utilize um identificador de entidade válido, por favor.  |
|        | Portrait of Princess Sophia Radzivil                                                                                          | 1864                 | Museu Hermitage | Museu Hermitage                                                                          | retrato                                   | O identificador "Q21730472" é desconhecido pelo sistema. Utilize um identificador de entidade válido, por favor.  |
|        | Portrait of Grand Princess Yelena Pavlovna                                                                                    | 1862                 | Museu Hermitage | Museu Hermitage                                                                          | retrato                                   | O identificador "Q21733167" é desconhecido pelo sistema. Utilize um identificador de entidade válido, por favor.  |
|        | Portrait of Empress Alexandra Fiodorovna                                                                                      | 1856                 | Museu Hermitage | Museu Hermitage                                                                          | retrato                                   | O identificador "Q27974714" é desconhecido pelo sistema. Utilize um identificador de entidade válido, por favor.  |
|        | Portrait of Countess Olga Shuvalova                                                                                           | 1858                 | Museu Hermitage | Museu Hermitage                                                                          | retrato                                   | O identificador "Q27977929" é desconhecido pelo sistema. Utilize um identificador de entidade válido, por favor.  |
|        | Portrait of a Girl | 1860                 | Museu Hermitage | Museu Hermitage                                                                          | retrato                                   | O identificador "Q61743170" é desconhecido pelo sistema. Utilize um identificador de entidade válido, por favor.  |
|        | Portrait of Sophia Naryshkina                                                                                                 | 1858                 | Museu Hermitage | Museu Hermitage                                                                          | retrato                                   | O identificador "Q61745110" é desconhecido pelo sistema. Utilize um identificador de entidade válido, por favor.  |
|        | Neapolitan Siesta | 1837                 | Museu Hermitage | Museu Hermitage                                                                          |                                           | O identificador "Q66011269" é desconhecido pelo sistema. Utilize um identificador de entidade válido, por favor.  |
|        | Series of Tibetan Thangkas Representing Buddha and Arhats                                                                     | século XIX           | Museu Hermitage | Museu Hermitage                                                                          |                                           | O identificador "Q106355179" é desconhecido pelo sistema. Utilize um identificador de entidade válido, por favor. |
|        | Portrait of Grand Duke Konstantin Nikolayevich of Russia (1827-1892)                                                          | 1859                 | Museu Hermitage | Museu Hermitage                                                                          | retrato                                   | O identificador "Q106378583" é desconhecido pelo sistema. Utilize um identificador de entidade válido, por favor. |
|        | Head of a Girl | 1859                 | Museu Hermitage | Museu Hermitage                                                                          |                                           | O identificador "Q106382307" é desconhecido pelo sistema. Utilize um identificador de entidade válido, por favor. |
|        | Portrait of Leonilla, Princess of Sayn-Wittgenstein-Sayn                                                                      | 1843                 | Museu J. Paul Getty | Getty Center                                                                             | retrato                                   | O identificador "Q20179517" é desconhecido pelo sistema. Utilize um identificador de entidade válido, por favor.  |
|        | Portrait of Edouard André (1833-1894) with uniform of the imperial guard                                                      | 1857                 | Museu Jacquemart-André | Museu Jacquemart-André                                                                   | retrato                                   | O identificador "Q116819047" é desconhecido pelo sistema. Utilize um identificador de entidade válido, por favor. |
|        | Portraitt Cecylii Lubomirskiej z Zamoyskich (1831-1904)                                                                       | 1853                 | Museu Nacional de Breslávia | Museu Nacional de Breslávia                                                              |                                           | O identificador "Q123194244" é desconhecido pelo sistema. Utilize um identificador de entidade válido, por favor. |
|        | Portrait of Róża Potocka | 1856                 | Museu Nacional de Varsóvia | Museu Nacional de Varsóvia                                                               | retrato                                   | O identificador "Q15880876" é desconhecido pelo sistema. Utilize um identificador de entidade válido, por favor.  |
|        | Portrait of Zofia Potocka | 1870                 | Museu Nacional de Varsóvia | Museu Nacional de Varsóvia                                                               | retrato                                   | O identificador "Q15880877" é desconhecido pelo sistema. Utilize um identificador de entidade válido, por favor.  |
|        | Portrait of Katarzyna Potocka                                                                                                 | 1854                 | Museu Nacional de Varsóvia | Museu Nacional de Varsóvia                                                               | retrato                                   | O identificador "Q15880879" é desconhecido pelo sistema. Utilize um identificador de entidade válido, por favor.  |
|        | Portrait of Katarzyna Potocka née Branicka.                                                                                   | 1854                 | Museu Nacional de Varsóvia | reserva técnica                                                                          | retrato                                   | O identificador "Q24695408" é desconhecido pelo sistema. Utilize um identificador de entidade válido, por favor.  |
|        | Portrait of Jadwiga Potocka                                                                                                   | 1862                 | Museu Nacional de Varsóvia | reserva técnica                                                                          | retrato                                   | O identificador "Q24695410" é desconhecido pelo sistema. Utilize um identificador de entidade válido, por favor.  |
|        | Portrait of Zofia Odescalchi                                                                                                  | década de 1850       | Museu Nacional de Varsóvia | reserva técnica                                                                          | retrato                                   | O identificador "Q26690198" é desconhecido pelo sistema. Utilize um identificador de entidade válido, por favor.  |
|        | Princess Louise of Prussia | 1856                 | Museu Pushkin | Museu Pushkin                                                                            | retrato                                   | O identificador "Q104441705" é desconhecido pelo sistema. Utilize um identificador de entidade válido, por favor. |
|        | Portrait of Princess Elizabeth Alexandrovna Baryatinskaya                                                                     | 1859                 | Museu Pushkin | Museu Pushkin                                                                            | retrato                                   | O identificador "Q123263870" é desconhecido pelo sistema. Utilize um identificador de entidade válido, por favor. |
|        | Franz Jozef, keizer van Oostenrijk                                                                                            |                      | Museu Real de Belas Artes de Antuérpia | Museu Real de Belas Artes de Antuérpia                                                   |                                           | O identificador "Q22010173" é desconhecido pelo sistema. Utilize um identificador de entidade válido, por favor.  |
|        | Elisabeth, keizerin van Oostenrijk                                                                                            |                      | Museu Real de Belas Artes de Antuérpia | Museu Real de Belas Artes de Antuérpia                                                   |                                           | O identificador "Q22010188" é desconhecido pelo sistema. Utilize um identificador de entidade válido, por favor.  |
|        | Porträt der Amélie of Leuchtenberg (1812-1873)                                                                                | século XIX           | Museu da Casa Brasileira | Museu da Casa Brasileira                                                                 |                                           | O identificador "Q123082504" é desconhecido pelo sistema. Utilize um identificador de entidade válido, por favor. |
|        | Portrait of Princess Kotschoubey                                                                                              | 1860                 | Museu de Arte Walters | Museu de Arte Walters                                                                    | retrato                                   | O identificador "Q18748508" é desconhecido pelo sistema. Utilize um identificador de entidade válido, por favor.  |
|        | Sophie Guillemette, Grand Duchess of Baden (1801-1865)                                                                        | 1831                 | Museu de Arte de Cleveland | Museu de Arte de Cleveland                                                               | retrato                                   | O identificador "Q60473886" é desconhecido pelo sistema. Utilize um identificador de entidade válido, por favor.  |
|        | Portrait of Countess Marie Branicka de Bialacerkiew [née Princess Sapieha]                                                    | 1865                 | Museu de Arte de Filadélfia | Museu de Arte de Filadélfia                                                              | retrato                                   | O identificador "Q123244843" é desconhecido pelo sistema. Utilize um identificador de entidade válido, por favor. |
|        | Portrait of a Lady |                      | Museu de Artes da Estônia |                                                                                          | retrato                                   | O identificador "Q55768321" é desconhecido pelo sistema. Utilize um identificador de entidade válido, por favor.  |
|        | Fille de député | 1863                 | Museu de Artes da Estônia |                                                                                          |                                           | O identificador "Q55772136" é desconhecido pelo sistema. Utilize um identificador de entidade válido, por favor.  |
|        | Portrait of Lydia Schabelsky, Baroness Staël-Holstein                                                                         | 1857                 | Museu de Belas Artes da Virgínia | Museu de Belas Artes da Virgínia                                                         | retrato                                   | O identificador "Q30197955" é desconhecido pelo sistema. Utilize um identificador de entidade válido, por favor.  |
|        | Portrait of Wiencyzyslawa Barczewksa                                                                                          | 1860                 | Museu de Belas Artes de Boston | Museu de Belas Artes de Boston                                                           | retrato                                   | O identificador "Q20539686" é desconhecido pelo sistema. Utilize um identificador de entidade válido, por favor.  |
|        | Girl from sabine mountains | 1832                 | Museu de Belas Artes de Montreal | Museu de Belas Artes de Montreal                                                         | retrato                                   | O identificador "Q18523038" é desconhecido pelo sistema. Utilize um identificador de entidade válido, por favor.  |
|        | Portrait at full length of Napoléon III                                                                                       | 1801                 | Museu de Belas Artes de Rennes | Museu de Belas Artes de Rennes                                                           | retrato                                   | O identificador "Q123302738" é desconhecido pelo sistema. Utilize um identificador de entidade válido, por favor. |
|        | Empress Eugénie | 1854                 | Museu de Belas-Artes de Houston | Museu de Belas-Artes de Houston                                                          | retrato                                   | O identificador "Q28036115" é desconhecido pelo sistema. Utilize um identificador de entidade válido, por favor.  |
|        | Empress Elisabeth of Austria in Courtly Gala Dress with Diamond Stars                                                         | 1865                 | Museu de História da Arte em Viena | Palácio Imperial de Hofburg,                                                             | retrato                                   | O identificador "Q57933100" é desconhecido pelo sistema. Utilize um identificador de entidade válido, por favor.  |
|        | Franz Joseph I, Emperor of Austria wearing a Field Marshal uniform with the Great Star of the Military Order of Maria Theresa | 1865                 | Museu de História da Arte em Viena | Palácio Imperial de Hofburg,                                                             | retrato                                   | O identificador "Q116984085" é desconhecido pelo sistema. Utilize um identificador de entidade válido, por favor. |
|        | Empress Elisabeth of Austria with loosened hair, knee piece                                                                   | 1864                 | Museu de História da Arte em Viena | Museu de História da Arte em Viena                                                       | retrato                                   | O identificador "Q117844532" é desconhecido pelo sistema. Utilize um identificador de entidade válido, por favor. |
|        | Louis Philippe I in the uniform of the General Officer                                                                        | 1839                 | Museu de História da França | Museu de História da França                                                              | retrato                                   | O identificador "Q55767346" é desconhecido pelo sistema. Utilize um identificador de entidade válido, por favor.  |
|        | Hélène-Louise de Mecklenburg-Schwerin, Duchess of Orleans, and her son the Count of Paris                                     | 1839                 | Museu de História da França Palácio de Versalhes                                                                                          | Museu de História da França                                                              | retrato                                   | O identificador "Q59248157" é desconhecido pelo sistema. Utilize um identificador de entidade válido, por favor.  |
|        | Maria Amalia of the Two Sicilies, Queen of the French                                                                         | 1842                 | Museu de História da França Palácio de Versalhes                                                                                          | Palácio de Versalhes                                                                     | retrato                                   | O identificador "Q59248163" é desconhecido pelo sistema. Utilize um identificador de entidade válido, por favor.  |
|        | Horace-François-Bastien Sébastiani, Count of La Porta                                                                         | 1841                 | Museu de História da França Palácio de Versalhes                                                                                          | Museu de História da França                                                              | retrato                                   | O identificador "Q65097247" é desconhecido pelo sistema. Utilize um identificador de entidade válido, por favor.  |
|        | François-Ferdinand-Philippe d'Orléans, Prince of Joinville (1818-1900)                                                        | 1844                 | Museu de História da França Palácio de Versalhes                                                                                          | Museu de História da França                                                              | retrato                                   | O identificador "Q65097451" é desconhecido pelo sistema. Utilize um identificador de entidade válido, por favor.  |
|        | Marie-Caroline-Auguste de Bourbon-Salerne, Duchess of Aumale                                                                  | 1846                 | Museu de História da França Palácio de Versalhes                                                                                          | Museu de História da França                                                              | retrato                                   | O identificador "Q65097456" é desconhecido pelo sistema. Utilize um identificador de entidade válido, por favor.  |
|        | Marie-Christine-Caroline d'Orléans, Duchess of Würtemberg                                                                     | 1839                 | Museu de História da França Palácio de Versalhes                                                                                          | Museu de História da França                                                              | retrato                                   | O identificador "Q65097458" é desconhecido pelo sistema. Utilize um identificador de entidade válido, por favor.  |
|        | Claire Émilie Mac Donell, vicomtesse Aguado, marquise de Las Marismas                                                         | 1857                 | Museu de História da França Castelo de Compiègne                                                                                          | Castelo de Compiègne                                                                     | retrato                                   | O identificador "Q118187930" é desconhecido pelo sistema. Utilize um identificador de entidade válido, por favor. |
|        | Leopold I, King of the Belgians                                                                                               | 1840                 | Museu de História da França | Palácio de Versalhes                                                                     | retrato                                   | O identificador "Q123137373" é desconhecido pelo sistema. Utilize um identificador de entidade válido, por favor. |
|        | Louise of Orléans, Queen of the Belgians (1812-1850)                                                                          | 1844                 | Museu de História da França | aile du Nord                                                                             | retrato                                   | O identificador "Q123138502" é desconhecido pelo sistema. Utilize um identificador de entidade válido, por favor. |
|        | Portrait of Francisca of Brazil, Princess of Joinville (1824-1898)                                                            | 1844                 | Museu de História da França | Museu de História da França                                                              | retrato                                   | O identificador "Q123144715" é desconhecido pelo sistema. Utilize um identificador de entidade válido, por favor. |
|        | María Luisa Fernanda de Borbón, Duchess of Montpensier (1846–1897)                                                            | 1848                 | Museu de História da França | aile du Nord                                                                             | retrato                                   | O identificador "Q123209081" é desconhecido pelo sistema. Utilize um identificador de entidade válido, por favor. |
|        | Maria Luísa Teresa Vitória de Saxe-Coburgo-Saalfeld, Duquesa de Kent                                                          | 1846                 | Museu de História da França | Palácio de Versalhes                                                                     | retrato                                   | O identificador "Q123235605" é desconhecido pelo sistema. Utilize um identificador de entidade válido, por favor. |
|        | Victoria I, Queen of Great Britain (1819–1901)                                                                                | década de 1840       | Museu de História da França | Palácio de Versalhes                                                                     | retrato                                   | O identificador "Q123237531" é desconhecido pelo sistema. Utilize um identificador de entidade válido, por favor. |
|        | Albert of Saxe-Coburg-Gotha, Prince Consort (1819–1861)                                                                       | década de 1840       | Museu de História da França | Palácio de Versalhes                                                                     | retrato                                   | O identificador "Q123238624" é desconhecido pelo sistema. Utilize um identificador de entidade válido, por favor. |
|        | Francisca Carolina Joana Rafaela de Bourbon-Bragança, princesa do Brasil e de Joinville                                       | década de 1840       | Museu de História da França Castelo de Compiègne                                                                                          | Castelo de Compiègne                                                                     | retrato                                   | O identificador "Q133520124" é desconhecido pelo sistema. Utilize um identificador de entidade válido, por favor. |
|        | The Decameron | 1837                 | Museu de Liechtenstein | Museu de Liechtenstein                                                                   |                                           | O identificador "Q43284688" é desconhecido pelo sistema. Utilize um identificador de entidade válido, por favor.  |
|        | Portrait de la princesse royale, duchesse d'Orléans                                                                           | 1840                 | Museu de arte e história de Saint-Brieuc                                                                                                  | Museu de arte e história de Saint-Brieuc                                                 | retrato                                   | O identificador "Q43306682" é desconhecido pelo sistema. Utilize um identificador de entidade válido, por favor.  |
|        | Eliza Krasińska with children                                                                                                 | 1853                 | Museu do Palácio de Wilanów | Museu do Palácio de Wilanów                                                              | retrato                                   | O identificador "Q24695406" é desconhecido pelo sistema. Utilize um identificador de entidade válido, por favor.  |
|        | Portrait of Jadwiga Branicka née Potocka.                                                                                     | 1862                 | Museu do Palácio de Wilanów | Museu do Palácio de Wilanów                                                              | retrato                                   | O identificador "Q123221066" é desconhecido pelo sistema. Utilize um identificador de entidade válido, por favor. |
|        | Offizielles Porträt von Napoleon                                                                                              | 1864                 | Musée Napoléon | Château de la Pommerie                                                                   | retrato                                   | O identificador "Q117844992" é desconhecido pelo sistema. Utilize um identificador de entidade válido, por favor. |
|        | Offizielles Porträt der Kaiserin Eugenie                                                                                      | 1864                 | Musée Napoléon | Château de la Pommerie                                                                   | retrato                                   | O identificador "Q117844994" é desconhecido pelo sistema. Utilize um identificador de entidade válido, por favor. |
|        | Portrait of architect Berckmüller                                                                                             | 1830                 | Musée de Picardie | Musée de Picardie                                                                        | retrato                                   | O identificador "Q114918959" é desconhecido pelo sistema. Utilize um identificador de entidade válido, por favor. |
|        | Portrait of Charlotte of Belgium, Empress of Mexico, Grand Master of the Order of Saint Charles                               | 1864                 | Musée des Pêcheries, Fécamp | Musée des Pêcheries, Fécamp                                                              | retrato                                   | O identificador "Q123222240" é desconhecido pelo sistema. Utilize um identificador de entidade válido, por favor. |
|        | Portrait of a Lady in white, The Duchess of Morny, born Sophie Troubetzkoy                                                    | 1863                 | Musées Nationaux Récupération Führermuseum Munich Central Collecting Point Departamento de Pinturas do Louvre Castelo de Compiègne        | Castelo de Compiègne                                                                     | retrato                                   | O identificador "Q110316979" é desconhecido pelo sistema. Utilize um identificador de entidade válido, por favor. |
|        | Damenbildnis mit Fächer | 1831 século XIX      | Musées Nationaux Récupération Departamento de Pinturas do Louvre                                                                          | Führermuseum Munich Central Collecting Point Louvre storage (depot)                      | retrato                                   | O identificador "Q111645978" é desconhecido pelo sistema. Utilize um identificador de entidade válido, por favor. |
|        | Portrait of Princess Lubomirski                                                                                               | 1831                 | Musées Nationaux Récupération Castelo de Compiègne                                                                                        | Führermuseum Munich Central Collecting Point Musée national de la voiture et du tourisme | retrato                                   | O identificador "Q111648017" é desconhecido pelo sistema. Utilize um identificador de entidade válido, por favor. |
|        | Portrait of a woman | 1867                 | Musées Nationaux Récupération Departamento de Pinturas do Louvre Castelo de Compiègne                                                     | Castelo de Compiègne                                                                     | retrato                                   | O identificador "Q111651050" é desconhecido pelo sistema. Utilize um identificador de entidade válido, por favor. |
|        | Portrait of Napoleon III | 1853                 | Napoleonic Museum | Napoleonic Museum                                                                        | retrato                                   | O identificador "Q62476202" é desconhecido pelo sistema. Utilize um identificador de entidade válido, por favor.  |
|        | The Empress Eugénie | 1853                 | Napoleonic Museum | Napoleonic Museum                                                                        | retrato                                   | O identificador "Q79151177" é desconhecido pelo sistema. Utilize um identificador de entidade válido, por favor.  |
|        | Prince Albert of Saxe-Coburg-Gotha                                                                                            | 1867                 | National Portrait Gallery | National Portrait Gallery                                                                | retrato                                   | O identificador "Q28050115" é desconhecido pelo sistema. Utilize um identificador de entidade válido, por favor.  |
|        | Henry William Paget, 1st Marquess of Anglesey (1768 -1854)                                                                    | 1840                 | National Trust | Plas Newydd                                                                              | retrato                                   | O identificador "Q52255554" é desconhecido pelo sistema. Utilize um identificador de entidade válido, por favor.  |
|        | William Alexander (1845–1895), 12th Duke of Hamilton                                                                          | 1863                 | National Trust for Scotland | Castelo de Brodick                                                                       | retrato                                   | O identificador "Q119084964" é desconhecido pelo sistema. Utilize um identificador de entidade válido, por favor. |
|        | La siesta | 1844                 | Osborne House | Osborne House                                                                            |                                           | O identificador "Q119065481" é desconhecido pelo sistema. Utilize um identificador de entidade válido, por favor. |
|        | Portrait of Frédéric Kuhlmann                                                                                                 | 1869                 | Palácio das Belas-Artes de Lille | Palácio das Belas-Artes de Lille                                                         | retrato                                   | O identificador "Q73009973" é desconhecido pelo sistema. Utilize um identificador de entidade válido, por favor.  |
|        | María Francisca de Sales Portocarrero, 16th Duchess of Peñaranda                                                              | 1854                 | Palácio de Liria | Palácio de Liria                                                                         |                                           | O identificador "Q114618378" é desconhecido pelo sistema. Utilize um identificador de entidade válido, por favor. |
|        | Full portrait of HRH The Duchess of Nemours                                                                                   | 1840                 | Palácio de Versalhes | Palácio de Versalhes                                                                     | retrato                                   | O identificador "Q43122525" é desconhecido pelo sistema. Utilize um identificador de entidade válido, por favor.  |
|        | Portrait of Adélaide d'Orléans                                                                                                | 1842                 | Palácio de Versalhes | Palácio de Versalhes                                                                     | retrato                                   | O identificador "Q47007794" é desconhecido pelo sistema. Utilize um identificador de entidade válido, por favor.  |
|        | Maria Christina of the Two Sicilies (1806-1878), Spanish queen-consort                                                        | 1841                 | Palácio de Versalhes Museu de História da França                                                                                          | Palácio de Malmaison                                                                     | retrato                                   | O identificador "Q123138942" é desconhecido pelo sistema. Utilize um identificador de entidade válido, por favor. |
|        | Lady Stepney | 1850                 | Parc Howard Museum | Parc Howard Museum                                                                       |                                           | O identificador "Q119827665" é desconhecido pelo sistema. Utilize um identificador de entidade válido, por favor. |
|        | Louisa Hargreaves | 1860 século XIX      | Princeton University Art Museum | Princeton University Art Museum                                                          | retrato                                   | O identificador "Q106777109" é desconhecido pelo sistema. Utilize um identificador de entidade válido, por favor. |
|        | Prince Arthur William at Age Seven Weeks                                                                                      | 1850                 | Rhode Island School of Design Museum | Rhode Island School of Design Museum                                                     |                                           | O identificador "Q64515602" é desconhecido pelo sistema. Utilize um identificador de entidade válido, por favor.  |
|        | Portrait of Sophie van Wurtemberg (1818-1877)                                                                                 | século XIX           | Rijksmuseum | Rijksmuseum                                                                              | retrato                                   | O identificador "Q18607758" é desconhecido pelo sistema. Utilize um identificador de entidade válido, por favor.  |
|        | Prince Arthur (1850-1942) | 1851                 | Royal Collection |                                                                                          | retrato                                   | O identificador "Q28016197" é desconhecido pelo sistema. Utilize um identificador de entidade válido, por favor.  |
|        | Princess Helena (1846-1923)                                                                                                   | 1849                 | Royal Collection |                                                                                          | retrato                                   | O identificador "Q28016340" é desconhecido pelo sistema. Utilize um identificador de entidade válido, por favor.  |
|        | Victoria, Princess Royal, Crown Princess of Prussia (1840-1901)                                                               | 1867                 | Royal Collection | Kronprinzenpalais locations of the Royal Collection with works not on display            | retrato                                   | O identificador "Q28016443" é desconhecido pelo sistema. Utilize um identificador de entidade válido, por favor.  |
|        | Princess Mary of Cambridge (1833-1897)                                                                                        | 1846                 | Royal Collection | locations of the Royal Collection with works not on display                              | retrato                                   | O identificador "Q28017414" é desconhecido pelo sistema. Utilize um identificador de entidade válido, por favor.  |
|        | Victoria, Duchess of Kent (1786-1861)                                                                                         | 1857                 | Royal Collection | Royal Collection                                                                         | retrato                                   | O identificador "Q28017639" é desconhecido pelo sistema. Utilize um identificador de entidade válido, por favor.  |
|        | Prince Frederick William of Prussia (1831-88)                                                                                 | 1851                 | Royal Collection |                                                                                          |                                           | O identificador "Q28017642" é desconhecido pelo sistema. Utilize um identificador de entidade válido, por favor.  |
|        | Princess Helena (1846-1923)                                                                                                   | 1861                 | Royal Collection |                                                                                          | retrato                                   | O identificador "Q28017650" é desconhecido pelo sistema. Utilize um identificador de entidade válido, por favor.  |
|        | The Reception of Louis-Philippe, King of the French, at Windsor Castle, 8 October 1844                                        | década de 1840       | Royal Collection | Royal Collection                                                                         | retrato retrato de grupo                  | O identificador "Q28017666" é desconhecido pelo sistema. Utilize um identificador de entidade válido, por favor.  |
|        | Prince Leopold (1853-1884) | 1854                 | Royal Collection |                                                                                          | retrato                                   | O identificador "Q28017715" é desconhecido pelo sistema. Utilize um identificador de entidade válido, por favor.  |
|        | Prince Christian of Schleswig-Holstein (1831-1917)                                                                            | 1866                 | Royal Collection | locations of the Royal Collection with works not on display                              | retrato                                   | O identificador "Q28017721" é desconhecido pelo sistema. Utilize um identificador de entidade válido, por favor.  |
|        | Princess Louise (1848-1939)                                                                                                   | 1851                 | Royal Collection |                                                                                          | retrato                                   | O identificador "Q28017722" é desconhecido pelo sistema. Utilize um identificador de entidade válido, por favor.  |
|        | Frances, Viscountess Jocelyn (1820-80)                                                                                        | 1849                 | Royal Collection |                                                                                          |                                           | O identificador "Q28017742" é desconhecido pelo sistema. Utilize um identificador de entidade válido, por favor.  |
|        | Emily Cathcart (1834-1917) | 1856                 | Royal Collection |                                                                                          | retrato                                   | O identificador "Q28017826" é desconhecido pelo sistema. Utilize um identificador de entidade válido, por favor.  |
|        | Victoria, Princess Royal (1840-1901)                                                                                          | 1851                 | Royal Collection |                                                                                          | retrato                                   | O identificador "Q28017846" é desconhecido pelo sistema. Utilize um identificador de entidade válido, por favor.  |
|        | Princess Alice (1843-1878) | 1851                 | Royal Collection |                                                                                          | retrato                                   | O identificador "Q28017847" é desconhecido pelo sistema. Utilize um identificador de entidade válido, por favor.  |
|        | Prince Arthur (1850-1942) | 1859                 | Royal Collection |                                                                                          | retrato                                   | O identificador "Q28017850" é desconhecido pelo sistema. Utilize um identificador de entidade válido, por favor.  |
|        | Prince Leopold (1853-1884) | 1859                 | Royal Collection |                                                                                          | retrato                                   | O identificador "Q28017852" é desconhecido pelo sistema. Utilize um identificador de entidade válido, por favor.  |
|        | Charles, Prince of Leiningen (1804-1856)                                                                                      | 1850                 | Royal Collection |                                                                                          | retrato                                   | O identificador "Q28017855" é desconhecido pelo sistema. Utilize um identificador de entidade válido, por favor.  |
|        | Elizabeth, Marchioness of Douro (1820-1904)                                                                                   | 1848                 | Royal Collection |                                                                                          |                                           | O identificador "Q28017861" é desconhecido pelo sistema. Utilize um identificador de entidade válido, por favor.  |
|        | Princess Adelaide of Hohenlohe-Langenburg (1835-1900)                                                                         | 1853                 | Royal Collection |                                                                                          |                                           | O identificador "Q28017884" é desconhecido pelo sistema. Utilize um identificador de entidade válido, por favor.  |
|        | Princess Feodora of Hohenlohe-Langenburg (1839-1872)                                                                          | 1855                 | Royal Collection |                                                                                          | retrato                                   | O identificador "Q28017886" é desconhecido pelo sistema. Utilize um identificador de entidade válido, por favor.  |
|        | Princess Louise of Prussia (1838-1923)                                                                                        | 1851                 | Royal Collection |                                                                                          | retrato                                   | O identificador "Q28018001" é desconhecido pelo sistema. Utilize um identificador de entidade válido, por favor.  |
|        | Prince Albert, Prince Consort (1819-1861)                                                                                     | década de 1840       | Royal Collection | Royal Collection                                                                         | retrato                                   | O identificador "Q28018098" é desconhecido pelo sistema. Utilize um identificador de entidade válido, por favor.  |
|        | Portrait of Juliane, Princess of Saxe-Coburg-Saalfield                                                                        | 1848                 | Royal Collection | Queen's Gallery                                                                          | retrato                                   | O identificador "Q28018099" é desconhecido pelo sistema. Utilize um identificador de entidade válido, por favor.  |
|        | Queen Victoria (1819-1901) | década de 1840       | Royal Collection | Royal Collection                                                                         | retrato                                   | O identificador "Q28018100" é desconhecido pelo sistema. Utilize um identificador de entidade válido, por favor.  |
|        | Jane, Marchioness of Ely (1821-1890)                                                                                          | 1856                 | Royal Collection |                                                                                          | retrato                                   | O identificador "Q28018156" é desconhecido pelo sistema. Utilize um identificador de entidade válido, por favor.  |
|        | Prince Alfred and Princess Helena                                                                                             | década de 1840       | Royal Collection |                                                                                          | retrato double portrait                   | O identificador "Q28018198" é desconhecido pelo sistema. Utilize um identificador de entidade válido, por favor.  |
|        | Leopold, Duke of Brabant (1835-1909)                                                                                          | 1844                 | Royal Collection |                                                                                          | retrato                                   | O identificador "Q28018330" é desconhecido pelo sistema. Utilize um identificador de entidade válido, por favor.  |
|        | Augusta of Saxe-Weimar, Princess of Prussia, later Queen of Prussia and German Empress (1811-90)                              | 1846                 | Royal Collection |                                                                                          |                                           | O identificador "Q28018410" é desconhecido pelo sistema. Utilize um identificador de entidade válido, por favor.  |
|        | Prince Arthur (1850-1942) | 1855                 | Royal Collection |                                                                                          | retrato                                   | O identificador "Q28018447" é desconhecido pelo sistema. Utilize um identificador de entidade válido, por favor.  |
|        | Princess Alice (1843-78), later Grand Duchess of Hesse                                                                        | 1859                 | Royal Collection |                                                                                          |                                           | O identificador "Q28018448" é desconhecido pelo sistema. Utilize um identificador de entidade válido, por favor.  |
|        | Study of Queen Victoria and Prince Albert in costumes of the time of Charles II                                               | 1851                 | Royal Collection |                                                                                          |                                           | O identificador "Q28020150" é desconhecido pelo sistema. Utilize um identificador de entidade válido, por favor.  |
|        | Princess Beatrice (1857-1944), later Princess Henry of Battenburg                                                             | 1859                 | Royal Collection |                                                                                          | retrato                                   | O identificador "Q28020206" é desconhecido pelo sistema. Utilize um identificador de entidade válido, por favor.  |
|        | The Linked Hands of Queen Victoria (1819-1901) and Prince Albert (1819-61)                                                    | século XIX           | Royal Collection |                                                                                          | retrato                                   | O identificador "Q28020363" é desconhecido pelo sistema. Utilize um identificador de entidade válido, por favor.  |
|        | Prince Edward of Saxe-Weimar (1823-1902)                                                                                      | 1849                 | Royal Collection | locations of the Royal Collection with works not on display                              | retrato                                   | O identificador "Q28020503" é desconhecido pelo sistema. Utilize um identificador de entidade válido, por favor.  |
|        | Princess Helena (1846-1923)                                                                                                   | 1865                 | Royal Collection |                                                                                          | retrato                                   | O identificador "Q28020546" é desconhecido pelo sistema. Utilize um identificador de entidade válido, por favor.  |
|        | Lady Constance Leveson-Gower (1834-80), later Duchess of Westminster                                                          | 1850                 | Royal Collection |                                                                                          |                                           | O identificador "Q28021155" é desconhecido pelo sistema. Utilize um identificador de entidade válido, por favor.  |
|        | Louis, Duke of Oporto, later Louis I, King of Portugal (1838-1889)                                                            | 1854                 | Royal Collection |                                                                                          | retrato                                   | O identificador "Q28021768" é desconhecido pelo sistema. Utilize um identificador de entidade válido, por favor.  |
|        | Edward VII (1841-1910) when Prince of Wales                                                                                   | 1864                 | Royal Collection | Royal Collection                                                                         | retrato                                   | O identificador "Q28022031" é desconhecido pelo sistema. Utilize um identificador de entidade válido, por favor.  |
|        | Princess Alice (1843-78) | 1845                 | Royal Collection |                                                                                          |                                           | O identificador "Q28022165" é desconhecido pelo sistema. Utilize um identificador de entidade válido, por favor.  |
|        | Prince Alfred and Princess Helena                                                                                             | década de 1840       | Royal Collection | locations of the Royal Collection with works not on display                              | retrato double portrait retrato familiar  | O identificador "Q28022239" é desconhecido pelo sistema. Utilize um identificador de entidade válido, por favor.  |
|        | Frances, Countess of Gainsborough (1814-1885)                                                                                 | 1851                 | Royal Collection |                                                                                          | retrato                                   | O identificador "Q28022597" é desconhecido pelo sistema. Utilize um identificador de entidade válido, por favor.  |
|        | Contemplation | 1847                 | Royal Collection |                                                                                          |                                           | O identificador "Q28022900" é desconhecido pelo sistema. Utilize um identificador de entidade válido, por favor.  |
|        | Edward VII (1840-1910) when Albert Edward, Prince of Wales                                                                    | 1843                 | Royal Collection | Royal Collection                                                                         | retrato                                   | O identificador "Q28023064" é desconhecido pelo sistema. Utilize um identificador de entidade válido, por favor.  |
|        | Queen Victoria (1819-1901) | 1844                 | Royal Collection |                                                                                          | retrato                                   | O identificador "Q28023215" é desconhecido pelo sistema. Utilize um identificador de entidade válido, por favor.  |
|        | Louisa, Duchess of Manchester (1832-1911)                                                                                     | 1859                 | Royal Collection |                                                                                          | retrato                                   | O identificador "Q28023624" é desconhecido pelo sistema. Utilize um identificador de entidade válido, por favor.  |
|        | Princess Mary, Duchess of Gloucester (1776-1857)                                                                              | 1850                 | Royal Collection |                                                                                          | retrato                                   | O identificador "Q28023905" é desconhecido pelo sistema. Utilize um identificador de entidade válido, por favor.  |
|        | Arthur Wellesley, 1st Duke of Wellington, with Sir Robert Peel                                                                | 1844                 | Royal Collection |                                                                                          | double portrait                           | O identificador "Q28024106" é desconhecido pelo sistema. Utilize um identificador de entidade válido, por favor.  |
|        | Victoria, Princess Royal | 1842                 | Royal Collection | locations of the Royal Collection with works not on display                              | retrato                                   | O identificador "Q28024221" é desconhecido pelo sistema. Utilize um identificador de entidade válido, por favor.  |
|        | Prince Alfred (1844-1900), later Duke of Edinburgh                                                                            | 1865                 | Royal Collection | locations of the Royal Collection with works not on display                              | retrato                                   | O identificador "Q28024262" é desconhecido pelo sistema. Utilize um identificador de entidade válido, por favor.  |
|        | Frederick William, Crown Prince of Prussia (1831-88)                                                                          | 1867                 | Royal Collection | Kronprinzenpalais Royal Collection                                                       | retrato                                   | O identificador "Q28024403" é desconhecido pelo sistema. Utilize um identificador de entidade válido, por favor.  |
|        | Princess Alice (1843-78), later Grand Duchess of Hesse                                                                        | 1861                 | Royal Collection | Palácio de Buckingham                                                                    | retrato                                   | O identificador "Q28024409" é desconhecido pelo sistema. Utilize um identificador de entidade válido, por favor.  |
|        | Pedro V, King of Portugal (1837-61)                                                                                           | 1854                 | Royal Collection |                                                                                          | retrato                                   | O identificador "Q28024447" é desconhecido pelo sistema. Utilize um identificador de entidade válido, por favor.  |
|        | Feodora, Princess of Hohenlohe-Langenburg (1807-72)                                                                           | 1855                 | Royal Collection | Royal Collection                                                                         | retrato                                   | O identificador "Q28024897" é desconhecido pelo sistema. Utilize um identificador de entidade válido, por favor.  |
|        | Feodora, Princess of Hohenlohe-Langenburg (1807-72)                                                                           | 1872                 | Royal Collection |                                                                                          |                                           | O identificador "Q28025053" é desconhecido pelo sistema. Utilize um identificador de entidade válido, por favor.  |
|        | Caroline Dawson, later Lady Congleton (1822-1896)                                                                             | 1850                 | Royal Collection |                                                                                          | retrato                                   | O identificador "Q28025060" é desconhecido pelo sistema. Utilize um identificador de entidade válido, por favor.  |
|        | Queen Adelaide (1792-1849) | 1849                 | Royal Collection | Royal Collection                                                                         | retrato                                   | O identificador "Q28025171" é desconhecido pelo sistema. Utilize um identificador de entidade válido, por favor.  |
|        | Prince Albert (1819-1861) | 1845                 | Royal Collection |                                                                                          | retrato                                   | O identificador "Q28026499" é desconhecido pelo sistema. Utilize um identificador de entidade válido, por favor.  |
|        | Princess Helena (1846-1923)                                                                                                   | 1849                 | Royal Collection |                                                                                          | retrato                                   | O identificador "Q28027553" é desconhecido pelo sistema. Utilize um identificador de entidade válido, por favor.  |
|        | Prince Leopold of Saxe-Coburg-Gotha (1824-1884)                                                                               | 1850                 | Royal Collection |                                                                                          |                                           | O identificador "Q28027555" é desconhecido pelo sistema. Utilize um identificador de entidade válido, por favor.  |
|        | Victoria, Duchess of Kent (1786-1861)                                                                                         | 1849                 | Royal Collection | Palácio de Buckingham                                                                    | retrato                                   | O identificador "Q28027668" é desconhecido pelo sistema. Utilize um identificador de entidade válido, por favor.  |
|        | Príncipe Alberto, Príncipe Consorte (1819-1861)                                                                               | 1859                 | Royal Collection | Palácio de Buckingham                                                                    | retrato                                   | O identificador "Q28027671" é desconhecido pelo sistema. Utilize um identificador de entidade válido, por favor.  |
|        | Rainha Vitória em Vestes de Coroação                                                                                          | 1859                 | Royal Collection | Palácio de Buckingham                                                                    | retrato                                   | O identificador "Q28027675" é desconhecido pelo sistema. Utilize um identificador de entidade válido, por favor.  |
|        | Louise, Queen of the Belgians with Leopold, Duke of Brabant, later Leopold II, King of the Belgians                           | 1838                 | Royal Collection | Palácio de Buckingham                                                                    | retrato                                   | O identificador "Q28027676" é desconhecido pelo sistema. Utilize um identificador de entidade válido, por favor.  |
|        | Victoire of Saxe-Coburg-Gotha, Duchesse de Nemours (1822-1857)                                                                | 1840                 | Royal Collection | Palácio de Buckingham                                                                    |                                           | O identificador "Q28027685" é desconhecido pelo sistema. Utilize um identificador de entidade válido, por favor.  |
|        | Rainha Vitória (1819-1901) | 1843                 | Royal Collection | Palácio de Kensington                                                                    | retrato                                   | O identificador "Q28027883" é desconhecido pelo sistema. Utilize um identificador de entidade válido, por favor.  |
|        | Victoria, Duchess of Kent (1786-1861)                                                                                         | 1861                 | Royal Collection | Royal Collection                                                                         | retrato                                   | O identificador "Q28027888" é desconhecido pelo sistema. Utilize um identificador de entidade válido, por favor.  |
|        | Princess Charlotte of Belgium (1840-1927)                                                                                     | 1842                 | Royal Collection | Royal Collection                                                                         | retrato                                   | O identificador "Q28027949" é desconhecido pelo sistema. Utilize um identificador de entidade válido, por favor.  |
|        | Prince Philip of Württemberg (1838-1917)                                                                                      | 1841                 | Royal Collection | Royal Collection                                                                         | retrato                                   | O identificador "Q28027950" é desconhecido pelo sistema. Utilize um identificador de entidade válido, por favor.  |
|        | Prince Philip of Saxe-Coburg-Gotha (1844-1921)                                                                                | década de 1840       | Royal Collection | Royal Collection                                                                         | retrato                                   | O identificador "Q28027951" é desconhecido pelo sistema. Utilize um identificador de entidade válido, por favor.  |
|        | Leopold I, King of the Belgians (1790-1865)                                                                                   | 1846                 | Royal Collection | Palácio de Buckingham                                                                    | retrato                                   | O identificador "Q28028262" é desconhecido pelo sistema. Utilize um identificador de entidade válido, por favor.  |
|        | Louis Philippe, King of the French (1773-1850)                                                                                | 1845                 | Royal Collection | locations of the Royal Collection with works not on display                              | retrato                                   | O identificador "Q28028334" é desconhecido pelo sistema. Utilize um identificador de entidade válido, por favor.  |
|        | The Royal Family in 1846 | década de 1840       | Royal Collection | Palácio de Buckingham                                                                    | retrato retrato familiar                  | O identificador "Q28028392" é desconhecido pelo sistema. Utilize um identificador de entidade válido, por favor.  |
|        | Queen Victoria with Prince Arthur                                                                                             | 1850                 | Royal Collection | Queen's Gallery                                                                          |                                           | O identificador "Q28028540" é desconhecido pelo sistema. Utilize um identificador de entidade válido, por favor.  |
|        | Prince Albert (1819-61) | 1843                 | Royal Collection | Castelo de Windsor                                                                       | retrato                                   | O identificador "Q28028941" é desconhecido pelo sistema. Utilize um identificador de entidade válido, por favor.  |
|        | Queen Victoria (1819-1901) | 1843                 | Royal Collection | Castelo de Windsor                                                                       | retrato                                   | O identificador "Q28028943" é desconhecido pelo sistema. Utilize um identificador de entidade válido, por favor.  |
|        | Alexandrine, Duchess of Saxe-Coburg-Gotha (1820-1904)                                                                         | 1842                 | Royal Collection | Royal Collection                                                                         |                                           | O identificador "Q28029035" é desconhecido pelo sistema. Utilize um identificador de entidade válido, por favor.  |
|        | Louise, Queen of the Belgians (1812-50)                                                                                       | 1841                 | Royal Collection | Royal Collection                                                                         | retrato                                   | O identificador "Q28029036" é desconhecido pelo sistema. Utilize um identificador de entidade válido, por favor.  |
|        | Leopold I, King of the Belgians (1790-1865)                                                                                   | 1841                 | Royal Collection | Royal Collection                                                                         | retrato                                   | O identificador "Q28029040" é desconhecido pelo sistema. Utilize um identificador de entidade válido, por favor.  |
|        | Prince Arthur (1848-1942) | 1852                 | Royal Collection | Royal Collection                                                                         | retrato                                   | O identificador "Q28030316" é desconhecido pelo sistema. Utilize um identificador de entidade válido, por favor.  |
|        | Edward VII (1841-1910) when Prince of Wales                                                                                   | 1859                 | Royal Collection | Royal Collection                                                                         |                                           | O identificador "Q28030318" é desconhecido pelo sistema. Utilize um identificador de entidade válido, por favor.  |
|        | Prince Alfred (1844-1900) | 1846                 | Royal Collection | Royal Collection                                                                         | retrato                                   | O identificador "Q28030326" é desconhecido pelo sistema. Utilize um identificador de entidade válido, por favor.  |
|        | Prince Leopold (1853-84) | 1855                 | Royal Collection | Royal Collection                                                                         |                                           | O identificador "Q28030336" é desconhecido pelo sistema. Utilize um identificador de entidade válido, por favor.  |
|        | Luigi Lablache (1794-1858) | 1852                 | Royal Collection | Royal Collection                                                                         | retrato                                   | O identificador "Q28030337" é desconhecido pelo sistema. Utilize um identificador de entidade válido, por favor.  |
|        | Queen Victoria (1819-1901) with her Four Eldest Children                                                                      | 1845                 | Royal Collection | Royal Collection                                                                         |                                           | O identificador "Q28030441" é desconhecido pelo sistema. Utilize um identificador de entidade válido, por favor.  |
|        | Queen Victoria (1819-1901) | 1856                 | Royal Collection | Royal Collection                                                                         | retrato                                   | O identificador "Q28030445" é desconhecido pelo sistema. Utilize um identificador de entidade válido, por favor.  |
|        | Princess Gouramma (1841-1864)                                                                                                 | 1852                 | Royal Collection | Royal Collection                                                                         |                                           | O identificador "Q28030486" é desconhecido pelo sistema. Utilize um identificador de entidade válido, por favor.  |
|        | The Maharaja Duleep Singh (1838-93)                                                                                           | 1854                 | Royal Collection | Royal Collection                                                                         |                                           | O identificador "Q28030564" é desconhecido pelo sistema. Utilize um identificador de entidade válido, por favor.  |
|        | Florinda | 1852                 | Royal Collection | Royal Collection                                                                         |                                           | O identificador "Q28030821" é desconhecido pelo sistema. Utilize um identificador de entidade válido, por favor.  |
|        | Count Alexander of Mensdorff-Pouilly (1813-71)                                                                                | 1847                 | Royal Collection | Royal Collection                                                                         |                                           | O identificador "Q28030834" é desconhecido pelo sistema. Utilize um identificador de entidade válido, por favor.  |
|        | The Family of Crown Prince and Crown Princess Frederick William of Prussia                                                    | 1862                 | Royal Collection | Osborne House                                                                            | retrato retrato de grupo retrato familiar | O identificador "Q28030969" é desconhecido pelo sistema. Utilize um identificador de entidade válido, por favor.  |
|        | Prince Louis of Hesse, later Grand Duke Louis IV of Hesse (1837-1892)                                                         | 1861                 | Royal Collection | Osborne House                                                                            | retrato                                   | O identificador "Q28030980" é desconhecido pelo sistema. Utilize um identificador de entidade válido, por favor.  |
|        | Queen Victoria (1819-1901) | 1845                 | Royal Collection | Royal Collection                                                                         | retrato                                   | O identificador "Q28030993" é desconhecido pelo sistema. Utilize um identificador de entidade válido, por favor.  |
|        | Prince Albert (1819-61) | 1850                 | Royal Collection | Royal Collection                                                                         |                                           | O identificador "Q28030999" é desconhecido pelo sistema. Utilize um identificador de entidade válido, por favor.  |
|        | Queen Alexandra (1844-1925) when Princess of Wales                                                                            | 1864                 | Royal Collection | Queen's Gallery                                                                          | retrato                                   | O identificador "Q28031147" é desconhecido pelo sistema. Utilize um identificador de entidade válido, por favor.  |
|        | Queen Victoria (1819-1901) | 1842                 | Royal Collection | Royal Collection                                                                         | retrato                                   | O identificador "Q28031155" é desconhecido pelo sistema. Utilize um identificador de entidade válido, por favor.  |
|        | Prince Albert (1819-61) | 1842                 | Royal Collection | Royal Collection                                                                         | retrato                                   | O identificador "Q28031159" é desconhecido pelo sistema. Utilize um identificador de entidade válido, por favor.  |
|        | O primeiro de maio de 1851 | 1851                 | Royal Collection | Castelo de Windsor                                                                       | retrato de grupo retrato                  | O identificador "Q28031161" é desconhecido pelo sistema. Utilize um identificador de entidade válido, por favor.  |
|        | Victoria, Duchess of Kent (1786-1861)                                                                                         | 1843                 | Royal Collection | Royal Collection                                                                         | retrato                                   | O identificador "Q28034980" é desconhecido pelo sistema. Utilize um identificador de entidade válido, por favor.  |
|        | Princess Louise (1848-1939), later Duchess of Argyll                                                                          | 1865                 | Royal Collection | Palácio de Buckingham                                                                    | retrato                                   | O identificador "Q28035545" é desconhecido pelo sistema. Utilize um identificador de entidade válido, por favor.  |
|        | Frederick William, Grand Duke of Mecklenburg-Strelitz (1819-1904)                                                             | 1853                 | Royal Collection | Palácio de Buckingham                                                                    | retrato                                   | O identificador "Q28035568" é desconhecido pelo sistema. Utilize um identificador de entidade válido, por favor.  |
|        | Augusta of Saxe-Weimar, Queen of Prussia & German Empress (1811-1890)                                                         | 1853                 | Royal Collection | Palácio de Buckingham                                                                    |                                           | O identificador "Q28035569" é desconhecido pelo sistema. Utilize um identificador de entidade válido, por favor.  |
|        | Prince Leopold (1853-1884), later Duke of Albany                                                                              | 1853                 | Royal Collection | Palácio de Buckingham                                                                    |                                           | O identificador "Q28035570" é desconhecido pelo sistema. Utilize um identificador de entidade válido, por favor.  |
|        | Ernest, Prince of Hohenlohe-Langenburg (1794-1860)                                                                            | 1853                 | Royal Collection | Palácio de Buckingham                                                                    |                                           | O identificador "Q28035571" é desconhecido pelo sistema. Utilize um identificador de entidade válido, por favor.  |
|        | King Edward VII (1841-1910), when Albert Edward, Prince of Wales                                                              | 1846                 | Royal Collection | Royal Collection                                                                         | retrato                                   | O identificador "Q28037436" é desconhecido pelo sistema. Utilize um identificador de entidade válido, por favor.  |
|        | Albert Edward, Prince of Wales (1841-1910)                                                                                    | 1852                 | Royal Collection |                                                                                          | retrato                                   | O identificador "Q28037770" é desconhecido pelo sistema. Utilize um identificador de entidade válido, por favor.  |
|        | Princess Beatrice (1857-1944)                                                                                                 | 1859                 | Royal Collection |                                                                                          | retrato                                   | O identificador "Q28037771" é desconhecido pelo sistema. Utilize um identificador de entidade válido, por favor.  |
|        | Christian Frederick, Baron Stockmar (1787-1863)                                                                               | 1847                 | Royal Collection |                                                                                          |                                           | O identificador "Q28037785" é desconhecido pelo sistema. Utilize um identificador de entidade válido, por favor.  |
|        | Queen Victoria (1819-1901) | 1847                 | Royal Collection |                                                                                          | retrato                                   | O identificador "Q28037797" é desconhecido pelo sistema. Utilize um identificador de entidade válido, por favor.  |
|        | Prince Alfred (1844-1900) |                      | Royal Collection |                                                                                          | retrato                                   | O identificador "Q28037819" é desconhecido pelo sistema. Utilize um identificador de entidade válido, por favor.  |
|        | Prince Arthur (1850-1942) | 1853                 | Royal Collection |                                                                                          | retrato                                   | O identificador "Q28037821" é desconhecido pelo sistema. Utilize um identificador de entidade válido, por favor.  |
|        | Albert Edward, Prince of Wales, with Prince Alfred                                                                            | 1849                 | Royal Collection | locations of the Royal Collection with works not on display                              | retrato double portrait retrato familiar  | O identificador "Q28037841" é desconhecido pelo sistema. Utilize um identificador de entidade válido, por favor.  |
|        | The cousins: Queen Victoria and Victoire, Duchesse de Nemours                                                                 | 1852                 | Royal Collection |                                                                                          | retrato de grupo                          | O identificador "Q28037873" é desconhecido pelo sistema. Utilize um identificador de entidade válido, por favor.  |
|        | Philip, Count of Flanders (1837-1905)                                                                                         | 1844                 | Royal Collection |                                                                                          | retrato                                   | O identificador "Q28038360" é desconhecido pelo sistema. Utilize um identificador de entidade válido, por favor.  |
|        | George, Duke of Cambridge (1819-1904)                                                                                         | 1852                 | Royal Collection |                                                                                          | retrato                                   | O identificador "Q28038396" é desconhecido pelo sistema. Utilize um identificador de entidade válido, por favor.  |
|        | Victoria, Princess Royal, Princess Alice, Princess Helena, and Princess Louise                                                | 1849                 | Royal Collection |                                                                                          |                                           | O identificador "Q28038464" é desconhecido pelo sistema. Utilize um identificador de entidade válido, por favor.  |
|        | Queen Victoria with the Prince of Wales                                                                                       | 1846                 | Royal Collection | Queen's Gallery                                                                          | retrato double portrait                   | O identificador "Q28042189" é desconhecido pelo sistema. Utilize um identificador de entidade válido, por favor.  |
|        | Prince Augustus of Saxe-Coburg-Gotha (1845-1907)                                                                              | 1849                 | Royal Collection |                                                                                          |                                           | O identificador "Q28042563" é desconhecido pelo sistema. Utilize um identificador de entidade válido, por favor.  |
|        | Gaston, Comte D'Eu (1842-1922)                                                                                                | 1846                 | Royal Collection |                                                                                          |                                           | O identificador "Q28043034" é desconhecido pelo sistema. Utilize um identificador de entidade válido, por favor.  |
|        | Princess Louise with Prince Arthur and Prince Leopold                                                                         | 1856                 | Royal Collection |                                                                                          |                                           | O identificador "Q28043458" é desconhecido pelo sistema. Utilize um identificador de entidade válido, por favor.  |
|        | Victoria, Princess Royal (1840-1901), later Empress Frederick of Germany                                                      | 1857                 | Royal Collection | Royal Collection                                                                         |                                           | O identificador "Q28043743" é desconhecido pelo sistema. Utilize um identificador de entidade válido, por favor.  |
|        | Grand Duchess Alexandra Iosifovna of Russia (1830-1911)                                                                       | 1859                 | Royal Collection | Queen's Gallery                                                                          | retrato                                   | O identificador "Q62597398" é desconhecido pelo sistema. Utilize um identificador de entidade válido, por favor.  |
|        | Louis-Philippe taking leave of Queen Victoria on board the royal yacht                                                        | década de 1840       | Royal Collection | Royal Collection                                                                         | retrato retrato de grupo                  | O identificador "Q123383222" é desconhecido pelo sistema. Utilize um identificador de entidade válido, por favor. |
|        | Réunion en famille dans la galerie Victoria au château d'Eu, le 8 septembre 1845                                              | década de 1840       | Royal Collection | Clarence House                                                                           |                                           | O identificador "Q130469128" é desconhecido pelo sistema. Utilize um identificador de entidade válido, por favor. |
|        | Portrait of Sophie of Württemberg (1818–1877), Queen of the Netherlands                                                       | 1863                 | Royal Collections of the Netherlands | National Museum Paleis het Loo                                                           | retrato                                   | O identificador "Q114745623" é desconhecido pelo sistema. Utilize um identificador de entidade válido, por favor. |
|        | Empress Eugénie of France (1826–1920)                                                                                         | 1854                 | Russell-Cotes Art Gallery & Museum | Russell-Cotes Art Gallery & Museum                                                       | retrato                                   | O identificador "Q119827536" é desconhecido pelo sistema. Utilize um identificador de entidade válido, por favor. |
|        | The Empress Eugenie | 1850                 | Scarborough Art Gallery | Scarborough Art Gallery                                                                  |                                           | O identificador "Q119827625" é desconhecido pelo sistema. Utilize um identificador de entidade válido, por favor. |
|        | The Decameron | 1837                 | Staatliche Kunsthalle | Staatliche Kunsthalle                                                                    |                                           | O identificador "Q43284908" é desconhecido pelo sistema. Utilize um identificador de entidade válido, por favor.  |
|        | Self-portrait of the artist with his brother                                                                                  | 1840                 | Staatliche Kunsthalle | Staatliche Kunsthalle                                                                    | retrato autorretrato double portrait      | O identificador "Q104522137" é desconhecido pelo sistema. Utilize um identificador de entidade válido, por favor. |
|        | Der Decamerone | 1837                 | Staatliche Kunsthalle | Staatliche Kunsthalle                                                                    |                                           | O identificador "Q104525741" é desconhecido pelo sistema. Utilize um identificador de entidade válido, por favor. |
|        | Zarin Marie Alexandrowna von Rußland                                                                                          | 1862                 | Staatliche Kunsthalle | Staatliche Kunsthalle                                                                    | retrato                                   | O identificador "Q104527551" é desconhecido pelo sistema. Utilize um identificador de entidade válido, por favor. |
|        | Römische Genreszene | 1833                 | Staatliche Kunsthalle | Staatliche Kunsthalle                                                                    |                                           | O identificador "Q104528199" é desconhecido pelo sistema. Utilize um identificador de entidade válido, por favor. |
|        | Auto-retrato | 1860                 | Staatliche Kunsthalle | reserva técnica                                                                          | autorretrato                              | O identificador "Q123264479" é desconhecido pelo sistema. Utilize um identificador de entidade válido, por favor. |
|        | H M The Queen-Empress Victoria (1819-1901)                                                                                    |                      | Victoria Memorial | Victoria Memorial                                                                        |                                           | O identificador "Q83498780" é desconhecido pelo sistema. Utilize um identificador de entidade válido, por favor.  |
|        | H. R. H. Albert, Prince Consort ( 1819-1961)                                                                                  |                      | Victoria Memorial | Victoria Memorial                                                                        |                                           | O identificador "Q83498784" é desconhecido pelo sistema. Utilize um identificador de entidade válido, por favor.  |
|        | Portrait of the Young Queen Victoria                                                                                          | 1843                 | Yale University Art Gallery | Yale University Art Gallery                                                              | retrato                                   | O identificador "Q49356977" é desconhecido pelo sistema. Utilize um identificador de entidade válido, por favor.  |
|        | Rainha Isabel II e sua filha a princesa das Astúrias                                                                          | 1852                 | patrimonio nacional | Palácio Real de Madrid                                                                   | retrato double portrait                   | O identificador "Q71828616" é desconhecido pelo sistema. Utilize um identificador de entidade válido, por favor.  |

∑ 312 items.